# Fuerza Pública de Colombia
La Fuerza Pública de Colombia  está definida por la Constitución de Colombia en su Capítulo Séptimo compuesta en forma exclusiva por las Fuerzas Militares (Ejército Nacional, Fuerza Aérea, Armada) y la Policía Nacional; establecidas para la defensa de la soberanía, la independencia, la integridad del territorio nacional y del orden constitucional; y el mantenimiento de las condiciones necesarias para el ejercicio de los derechos y libertades públicas, y para asegurar la paz en los habitantes colombianos. Para esto la Fuerza Pública debe ejercer el monopolio de las armas en Colombia.
Cuenta con 223.150 miembros activos el Ejército Nacional, sumados a los 56.400 efectivos de la Armada Nacional y 13.650  de la Fuerza Aérea (conforman las fuerzas militares) y adicionalmente los más de 185.000 policías y 23.513 civiles que trabajan en sector defensa, para un total de 452.466 siendo la primera Fuerza Pública de mayor tamaño y de América Latina.

## Organización y funciones
Hace parte de la rama ejecutiva del poder público, por lo tanto el presidente de la República es el Comandante en Jefe de las Fuerzas Militares, y el Jefe Superior de la Policía Nacional.
La Fuerza Pública depende del Ministerio de Defensa.
Las Fuerzas Militares: Ejército, Armada y Fuerza Aeroespacial: defensa de la soberanía, la preservación física de la integridad del territorio nacional, garantizar la independencia de la República ante fuerzas internas o externas que puedan conspirar contra ella y preservar materialmente el orden constitucional.
La Policía Nacional:cuerpo armado permanente de naturaleza civil, a cargo de la Nación, cuyo papel fundamental es mantener las condiciones necesarias para el ejercicio de los derechos y libertades públicas, así como asegurar que los habitantes de Colombia convivan en paz.

## Características
- Sus miembros en servicio activo no son deliberantes, no pueden ejercer la función del sufragio, no pueden inmiscuirse en actividades de partidos políticos, no pueden ser privados de sus grados, honores y pensiones.
- La fuerza pública está obligada a la obediencia debida; es decir, los miembros de grados inferiores deben siempre obedecer las órdenes de su superior inmediato (sólo en el caso de la fuerza pública, nunca en el de los civiles); las órdenes que vayan en contra de los derechos humanos pueden ser alegadas por el subalterno.[6]
- Los delitos realizados por los militares y policías en servicio activo, y en relación con el mismo servicio, los juzga la Justicia Penal Militar.[7]

## Gasto en Fuerza Pública
| Gobiernos y año                  | Efectivos            | Porcentaje del PIB                     |
| -------------------------------- | -------------------- | -------------------------------------- |
| Laureano Gómez, 1953             | 24.492 uniformados   | 1,2% del PIB                           |
| Gustavo Rojas Pinilla, 1954-1957 | 33.904 uniformados.  | 2,4% del PIB en 1954 (1,8 en promedio) |
| Frente Nacional, 1964-1970       | 87.360 uniformados   | 2,1% del PIB                           |
| Virgilio Barco, 1989             | 187.000 uniformados  | 2,2% del PIB                           |
| Andrés Pastrana, 1999            | 220.000 uniformados  | 3,5% del PIB                           |
| Álvaro Uribe, 2006               | 391.000l uniformados | 4% del PIB.                            |
| Juan Manuel Santos, 2011         | 448.383 uniformados  | 5.1% del PIB.                          |
| Iván Duque,2019                  | 475.959 uniformados  | 3,2 del PIB                            |

## Denuncias
En 2020 la Organización de las Naciones Unidas alerto sobre abusos de la Fuerza Pública en Colombia tras el Acuerdo de paz entre el gobierno y las FARC-EP de 2016.